# Zygmunt Celichowski
Zygmunt Celichowski (ur. 12 sierpnia 1845 we Wronkach, zm. 26 stycznia 1923 w Kórniku) – polski działacz społeczny, bibliotekarz, historyk, wydawca.

## Życiorys
Był synem Antoniego, pedagoga, autora podręczników szkolnych, i Emilii z Jezierskich. Już jako uczeń poznańskiego Gimnazjum św. Marii Magdaleny działał w tajnych związkach narodowych, co przypłacił niedługim pobytem w więzieniu. We Wrocławiu (potem w Berlinie) studiował prawo, filologię i historię, w 1870 obronił doktorat w Lipsku.
Od 1869 był sekretarzem Jana Działyńskiego, później jego pełnomocnikiem i zarządcą Biblioteki Kórnickiej. Prowadził prace nad porządkowaniem zbiorów, dbał o powiększanie zbiorów (zwłaszcza rękopisów i dawnych druków), udostępniał materiały historykom. Po przejęciu firmy wydawniczej Jana Konstantego Żupańskiego (1887) rozwinął produkcję wydawniczą Biblioteki Kórnickiej.
Prowadził przez wiele lat starania o utworzenie specjalnego pisma historyczno-literackiego dla Wielkopolski. Wygłaszał odczyty, publikował artykuły, działał w stowarzyszeniach. Był czynnym członkiem Poznańskiego Towarzystwa Przyjaciół Nauk, przewodniczącym Wydziału Historyczno-Literackiego, redaktorem „Roczników PTPN”, wreszcie prezesem Towarzystwa (1917–1919); w 1917 otrzymał członkostwo honorowe.
Był także członkiem korespondentem PAU (1903), potem członkiem zwyczajnym (1920).
Uniwersytet Poznański nadał mu tytuł honorowego profesora (1922). Celichowski działał ponadto m.in. w kółkach rolniczych, Towarzystwie Szerzenia Wstrzemięźliwości, Towarzystwie Czytelni Ludowych, Radzie Narodowej, władzach Polskiego Banku Handlowego.
Kontynuował wydawanie serii Acta Tomiciana (w latach 1876–1919 ukazały się tomy 9–13). Opublikował wiele prac z zakresu bibliografii, historii i historii literatury, m.in. na łamach prowadzonych przez siebie czasopism „Kórniczanin” i „Pobudka do Szerzenia Wstrzemięźliwości”; pisał także do „Gazety Toruńskiej”, „Dziennika Poznańskiego”, „Lecha”, „Warty”.
Z małżeństwa z Zofią z Ziemnych (od 1873) miał pięcioro dzieci: córki Halinę i Jadwigę oraz synów Kazimierza (chemika), Witolda (adwokata, wojewodę poznańskiego) i Stanisława (adwokata, działacza Stronnictwa Narodowego, wiceministra w rządzie londyńskim).

## Wybrane prace
Opracował i wydał wiele staropolskich źródeł historycznych, w tym m.in.:
- Marchołt, Poznań 1876[1],
- O działach majątkowych z tekstem i objaśnieniami szląskiej ordynacji ziemskiej, Poznań 1885[2],
- „Insignia seu clenodia Regis et Regni Poloniae” autorstwa Jana Długosza, Poznań 1885[3] .

Publikował na tematy historyczne:
- Kawiarnie ludowe, Poznań 1890[4],
- Znaczenie i rozwój przemysłu domowego i handlu ludowego: odczyt dr. Z. Celichowskiego na Zjeździe Przemysłowców w Poznaniu dnia 14 lipca 1895, Poznań 1895[5],
- Poglądy cudzoziemców na sprawę polską, Poznań 1900[6],
- Ogród zamkowy w Kórniku, Poznań 1906[7].

## Ordery i odznaczenia
- Krzyż Komandorski Orderu Odrodzenia Polski (2 maja 1922)[8][9]

## Literatura dodatkowa
- Stanisław Bodniak: Celichowski Zygmunt. W: Polski Słownik Biograficzny. T. 3: Brożek Jan – Chwalczewski Franciszek. Kraków: Polska Akademia Umiejętności – Skład Główny w Księgarniach Gebethnera i Wolffa, 1937, s. 221–222. Reprint: Zakład Narodowy im. Ossolińskich, Kraków 1989, ISBN 83-04-03291-0.